# Västmanlands läns museum

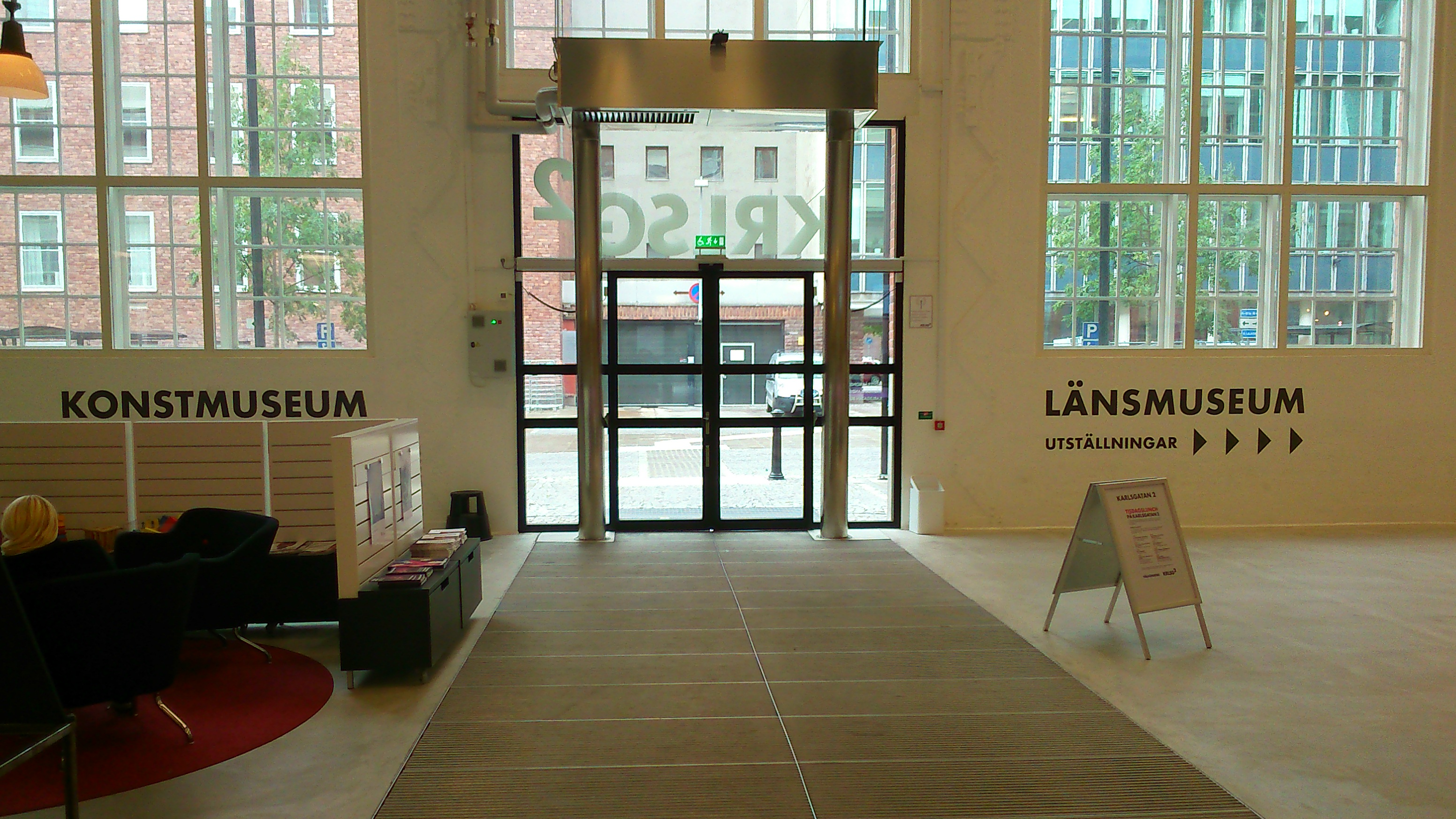
Västmanlands läns museum delar lokal med Västerås konstmuseum.

Västmanlands läns museum är ett regionalt museum i Västmanlands län och drivs av Region Västmanland. Museet beskrivs på följande sätt på Västerås kommuns webbplats: "Länsmuseets uppgift är att fördjupa kunskapen om det västmanländska kulturarvet, väcka opinion, öka insikten om det förflutna och berika perspektiven på samtiden och framtiden".
Under många år drevs verksamheten på Västerås slott, där museet hade utställningslokaler, butik, kontor, arkiv och länsbiblioteket. September 2010 flyttade museet till Karlsgatan 2 i centrala Västerås, där det delar lokaler med Västerås konstmuseum.
Till länsmuseet hör WestmannaArvet i Hallstahammar, som är föremålsarkiv och vårdstation för museets samlingar. Bland museets samlingar finns Tunaskatten, det enskilt största fynd av forntida guldföremål i en kvinnograv.